# 브라질 공산당
브라질 공산당(Partido Comunist do Brasil)은 1922년 3월 25일에 설립된 브라질의 공산주의 정당이다. 국제적으로는 상파울루 포럼에 소속되어 있으나, 회의에는 참석하지 않고 있다.

## 같이 보기
- 브라질의 정당